# José Churriguera
José Benito de Churriguera Ocaña, röviden José Churriguera (ejtsd: hoszé csurriguera; Madrid; 1665. március 21. – Las Palmas de Gran Canaria, 1725. március 2.) spanyol késő barokk-rokokó szobrász, építész, a Churriguera művészcsalád tagja, annak legkiemelkedőbb alakja. 
Művészete az olasz padre Guarini, az „Architettura Civile“ szerzőjének hatása alatt fejlődött.
Hatása, valamint testvérei, Alberto és Joaquín munkássága megalapozták az úgynevezett churriguereszk stílust.

## Munkásága
Legjellegzetesebb alkotásai a fából faragott, aranyozott nagy oltárai, egyik legmonumentálisabb műve a salamancai városháza.

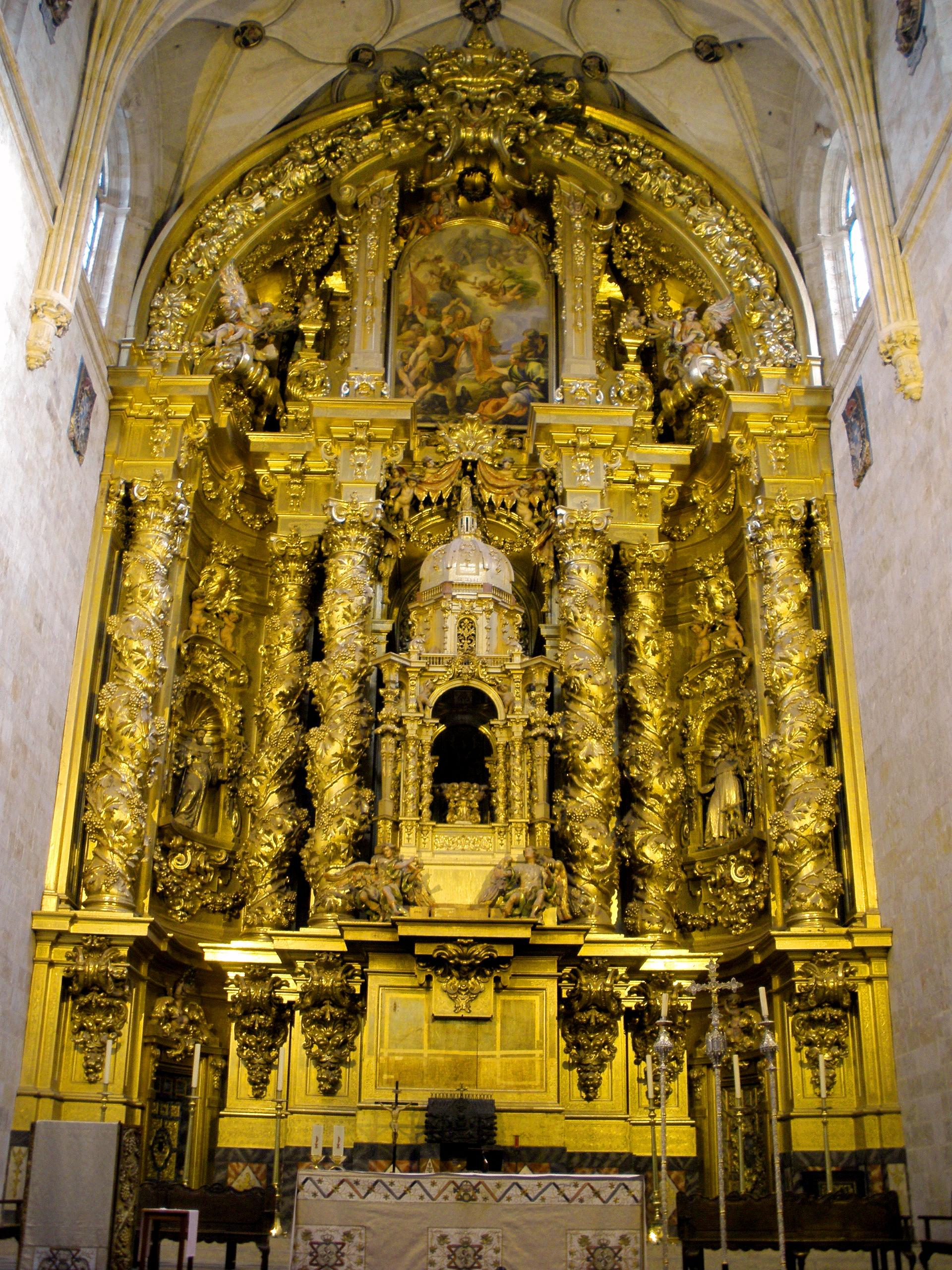
Salamanca retablója

Gian Lorenzo Bernini, Francesco Borromini és Guarino Guarini hatására retablókat készített számos madridi, salamancai templom, továbbá a Segovia-székesegyház Capilla del Sagrario (vagy Capilla del Santísimo Sacramento) számára. Csak 1709-ben fordult az építészet felé, amikor is Nuevo Baztán kisváros terveit dolgozta ki. Ő tervezte és építette a palotát, a templomot és a hely manufaktúráját. 1722-23-ban ő tervezte Salamanca városházáját.
Főbb művei:
építészet
- Colegio Mayor de Cuenca kápolnája Salamancában (1697), az épületet 1810-ben rombolták le
- A San Cayetano-templom Madridban (Iglesia de San Millán y San Cayetano)
- A Szent Tamás-templom homlokzata Madridban (Convento de Santo Tomás de Aquino)
- A madridi Goyeneche-palota (Real Academia de Bellas Artes de San Fernando)
- A guadalajarai Goyeneche-palotát is neki tulajdonítják

retablók
- A palenciai katedrális retablója
- A salamancai San Esteban kolostor templomában a retabló

várostervezés
- Nuevo Baztán (1709-1713): várostervezése egy Madrid melletti új ipari település számára, Juan de Goyeneche (1656–1735) politikus megbízásából